# Pleurodynia
A Pleurodynia magas lázzal járó, akut, vírus okozta fertőző betegség, melyet heves mellkasi és/vagy hasi fájdalom kísér. A coxsackie-A és coxsackie-B csoport tagjai okozzák. Terápiás lehetőség nincs, csak tüneti kezelés végezhető. A betegség prognózisa jó: haláleset nem fordul elő.

## Epidemológia
A dán Bornholm szigetén észlelték először, emiatt Bornholm-betegségnek is nevezik. Leggyakrabban a nyári és az őszi hónapokban fertőz, legnagyobb veszélyben a fiatal felnőttek és a nagyobb gyermekek vannak.

## Klinikum
- A lappangási idő 2-9 nap közt van. A hirtelen emelkedő lázat kibírhatatlan, késszúrásszerű, lancináló fájdalom kíséri a mellkasban vagy a hasban.
- A mellkasi fájdalom pleurális típusú, így minden mozgás, légzés fokozza.
- Az esetek felében társul a mellkasi fájdalomhoz hasi fájdalom, de kialakulhat tisztán hasi fájdalom is.
- Tünetei még: étvágytalanság, köhögés, hányás és hasmenés.
- A mellkas felett ritkán pleurális dörzszörej észlelhető.
- A láz és a fájdalom pár naptól két hétig tarthat. Szövődményként pericarditist és orchitist észleltek.

## Diagnózis
A betegség felismerése típusos esetben nem okoz nehézséget, könnyíti ha egyéb coxsackie vírusfertőzések is vannak a közelben.

## Külső hivatkozások
- emedicine.com cikke a betegségről